# New Jersey Naval Museum
Le New Jersey Naval Museum (NJNM) était un musée maritime situé le long de la rivière Hackensack à Hackensack dans le comté de Bergen, New Jersey.

## Historique
Sa mission était consacrée au patrimoine de l'United States Navy et à la guerre navale en général. L'élément principal de la collection était l'USS Ling (SS-297), un sous-marin d'attaque conventionnel de classe Balao de la Seconde Guerre mondiale.
Le terrain du musée a depuis été vendu pour être réaménagé, mais l'USS Ling reste ancré dans la rivière, avec un avenir incertain. Des efforts ont été faits depuis 2007 pour lui trouver un nouveau foyer. En 2019, le Louisville Naval Museum a lancé une campagne pour tenter de déplacer le navire vers la rivière Ohio.
De 1972 jusqu'à sa fermeture en juin 2016, le musée payait un dollar par an pour louer le site riverain. En janvier 2007, le North Jersey Media Group (en), propriétaire du site, avait informé le musée que le site allait être vendu pour être réaménagé dans l'année et que le musée et le sous-marin devaient être déplacés.

## Collections
Avant la fermeture du musée, des visites guidées du Ling étaient disponibles pour emmener les visiteurs de la proue à la poupe, explorer l'équipement, les quartiers et les armes. L'armement du Ling comprend vingt-quatre torpilles et un canon de pont de 102 mm (il avait à l'origine deux canons de pont de 127 mm) pour des cibles militaires plus petites pour économiser une torpille.
Il y avait aussi l'exposition :
- d'un Kaiten II japonais, une torpille suicide de la Seconde Guerre mondiale ;
- d'un Seehund allemand , un sous-marin de poche de défense côtière allemand pour deux hommes de la Seconde Guerre mondiale[4] ;
- d'un patrouilleur fluvial de l'époque de la guerre du Vietnam.

La marine américaine les a tous récupérés depuis, en plus de Ling et de quelques torpilles, missiles et obus d'artillerie. Le bâtiment du musée à terre contenait un certain nombre d'objets uniques, allant d'un véhicule de livraison de l'United States Navy SEALs à des photographies et des effets personnels.

## Fermeture
Après l'ouragan Sandy de 2012, la passerelle a été détruite, entraînant la fermeture du sous-marin et du musée en 2018. En outre, la zone a été sélectionnée pour un projet de développement. Le Naval History & Heritage Command a pris plusieurs artefacts qui étaient en mauvais état, les artefacts restants étant hébergés par Harbor Freight Tools.
En septembre 2018, des artefacts du sous-marin ont été volés et le Ling a également été inondé Plusieurs personnes ont été identifiées en lien avec le cambriolage.

## Avenir
La création du Louisville Naval Museum devrait sauver l'existence du USS Ling (SS-297) qui est inscrit au registre national des lieux historiques

## Galerie
|                           |
| Passerelle de l'USS Ling. |

|                        |
| USS Ling en Juin 1945. |